# Enrico Bonassin
Emerico Giusto „Enrico” Bonassin (ur. 16 maja 1901 w Poli, zm. 20 maja 1971 w Genui) – włoski zapaśnik walczący w obu stylach. Dwukrotny olimpijczyk. Zajął piąte miejsce w Paryżu 1924 w stylu wolnym i siódme w Amsterdamie 1928, w stylu klasycznym. Walczył w wadze średniej.

## Letnie Igrzyska Olimpijskie 1924
| Konkurencja      | Rundy eliminacyjne      | Turniej o brązowy medal | Klas. końcowa |
| Konkurencja      | 1/8                     | 1/2                     | Miejsce       |
| ---------------- | ----------------------- | ----------------------- | ------------- |
| 79 kg styl wolny | Pierre Ollivier (BEL) P | Vilho Pekkala (FIN) P   | 5.            |

## Letnie Igrzyska Olimpijskie 1928
| Konkurencja          | Rundy eliminacyjne    | Rundy eliminacyjne      | Rundy eliminacyjne        | Rundy eliminacyjne  | Klas. końcowa |
| Konkurencja          | Przeciwnik I          | Przeciwnik II           | Przeciwnik III            | Przeciwnik IV       | Miejsce       |
| -------------------- | --------------------- | ----------------------- | ------------------------- | ------------------- | ------------- |
| 75 kg styl klasyczny | Alfred Larsen (NOR) Z | Franjo Palković (YUG) Z | Johannes Jacobsen (DEN) P | László Papp (HUN) P | 7.            |